# 刘发庆
刘发庆（1964年6月—），河南偃师人，中国人民解放军中将。曾任陆军副司令员，现任中央军委国防动员部部长。

## 简历
刘发庆于1982年10月参加中国人民解放军。入伍后，长期在中国人民解放军空军空降兵部队服役，历任班长、连长、营长、团长、空降兵45师师长，并赴伏龙芝军事学院留学两年。先后参加98抗洪、汶川抗震救灾等10多项重大演习和军事任务，荣立二等功一次，三等功六次。此外，他曾赴伏龙芝军事学院留学两年。2014年，任人民解放军空降兵第15军参谋长，次年晋升军长。2017年3月，任新调整组建的中国人民解放军空降兵军军长。2017年10月，中国共产党第十九次全国代表大会上当选中国共产党第十九届中央委员会候补委员。2018年10月，升任陆军副司令员。2021年12月任中央军委国防动员部部长。
2014年12月，晋升少将军衔。2019年12月，晋升中将军衔。